# Lesnoje (Kaliningrad, Swetlogorsk)
Lesnoje (russisch Лесное, deutsch Warnicken) ist ein Ort in der russischen Oblast Kaliningrad. Der Ort gehört zum Stadtkreis Swetlogorsk. 

## Geographische Lage
Lesnoje liegt 37 Kilometer nordwestlich der Oblasthauptstadt Kaliningrad (Königsberg) und sechs Kilometer westlich der Ostseestadt Swetlogorsk (Rauschen) an der Regionalstraße 27A-013 (ex A192). Über Aralskoje (Alexwangen) besteht eine direkte Anschlussverbindung zu dem noch im Ausbau befindlichen Primorskoje Kolzo (Küstenautobahnring).
Warnicken war vor 1945 lange Zeit Endstation der Samlandbahn, noch während des Zweiten Weltkrieges wurde die Strecke bis nach Groß Dirschkeim (heute russisch: Donskoje) weitergebaut, und die Bahnstation erhielt die Bezeichnung Ostanowotschny punkt (O.p.) 53 km an der von Kaliningrad kommenden Bahnstrecke, die aber nicht mehr in Betrieb ist.

## Geschichte

Warnicken, zwischen Kurischer Nehrung und Frischer Nehrung an der Ostseeküste nordwestlich von Königsberg, auf einer Landkarte von 1910 (siehe linke Bildhälfte).

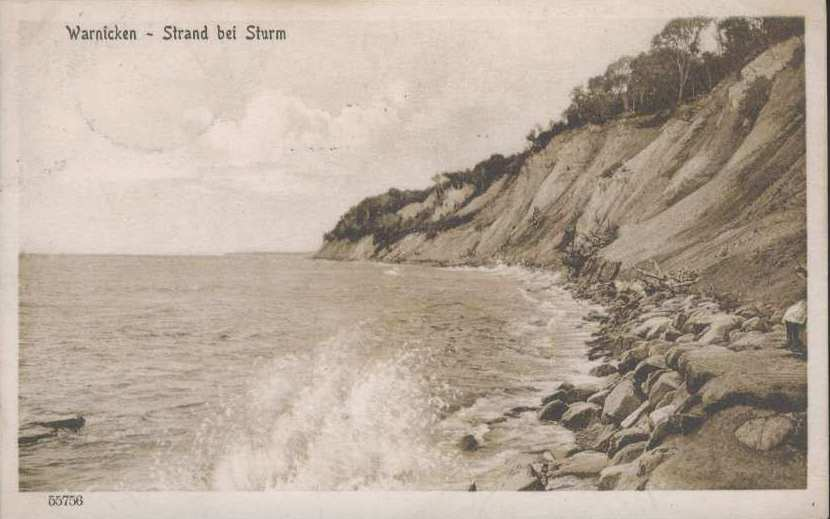
Der Ostseestrand bei Lesnoje Warnicken im Jahre 1913 bei Sturm

Das bis 1946 Warnicken genannte Dorf wurde im Jahre 1405 gegründet. Die Gegend um Warnicken ist bis heute durch ihre Naturschönheiten bekannt und beliebt: die hohen, schroffen und fast senkrecht abfallenden Küstenwände mit der im östlichen Abschnitt gelegenen Wolfsschlucht, der längsten und eindrucksvollsten Einkerbung des Nordstrandes mit dem Aussichtspunkt der Jägerspitze, mit der östlich davon liegenden Fuchsschlucht und der Fuchsspitze, deren Ausblick u. a. König Friedrich Wilhelm IV. und Alexander von Humboldt genossen und rühmten.
Zu Warnicken gehörten ein Gut und eine Oberförsterei, die schon 1713 als Sitz eines Wildnisbereiters erwähnt wurde. Zwischen 1874 und 1930 war der Ort Amtsdorf und damit namensgebend für den neu errichteten Amtsbezirk im Kreis Fischhausen im Regierungsbezirk Königsberg der preußischen Provinz Ostpreußen. Im Jahre 1910 zählte der Forstgutsbezirk Warnicken 237 Einwohner. Am 26. Januar 1893 wurde zwei Etablissements des Gutsbezirks Warnicken Forst in den Amtsbezirk Neukuhren (heute russisch: Pionerski) umgegliedert: Herrenwalde (heute nicht mehr existent) kam nach Loppöhnen (russisch: Rybnoje, nicht mehr existent), und Kohnkenhof (ebenfalls untergegangen) nach Preußisch Battau (bis 1910: Klein Battau, russisch: Dobroje, nicht mehr existent). Am 1. Dezember 1928 verlor Warnicken seine Eigenständigkeit und wurde nach Georgenswalde (heute russisch: Otradnoje) eingemeindet. Am 18. Mai 1930 folgte die Umbenennung des Amtsbezirks Warnicken in „Amtsbezirk Georgenswalde“, der bis 1945 – ab 1939 dem Landkreis Samland zugehörig – bestand.
Infolge des Zweiten Weltkrieges kam Warnicken 1945 mit dem nördlichen Ostpreußen zur Sowjetunion und erhielt zu einem unbekannten Zeitpunkt die russische Bezeichnung „Lesnoje“. In der Folge wurde der Ort (offenbar) meist von der Siedlung städtischen Typs Primorje aus verwaltet. Seit 2018 gehört Lesnoje zum Stadtkreis Swetlogorsk.

### Amtsbezirk Warnicken (1874–1930)

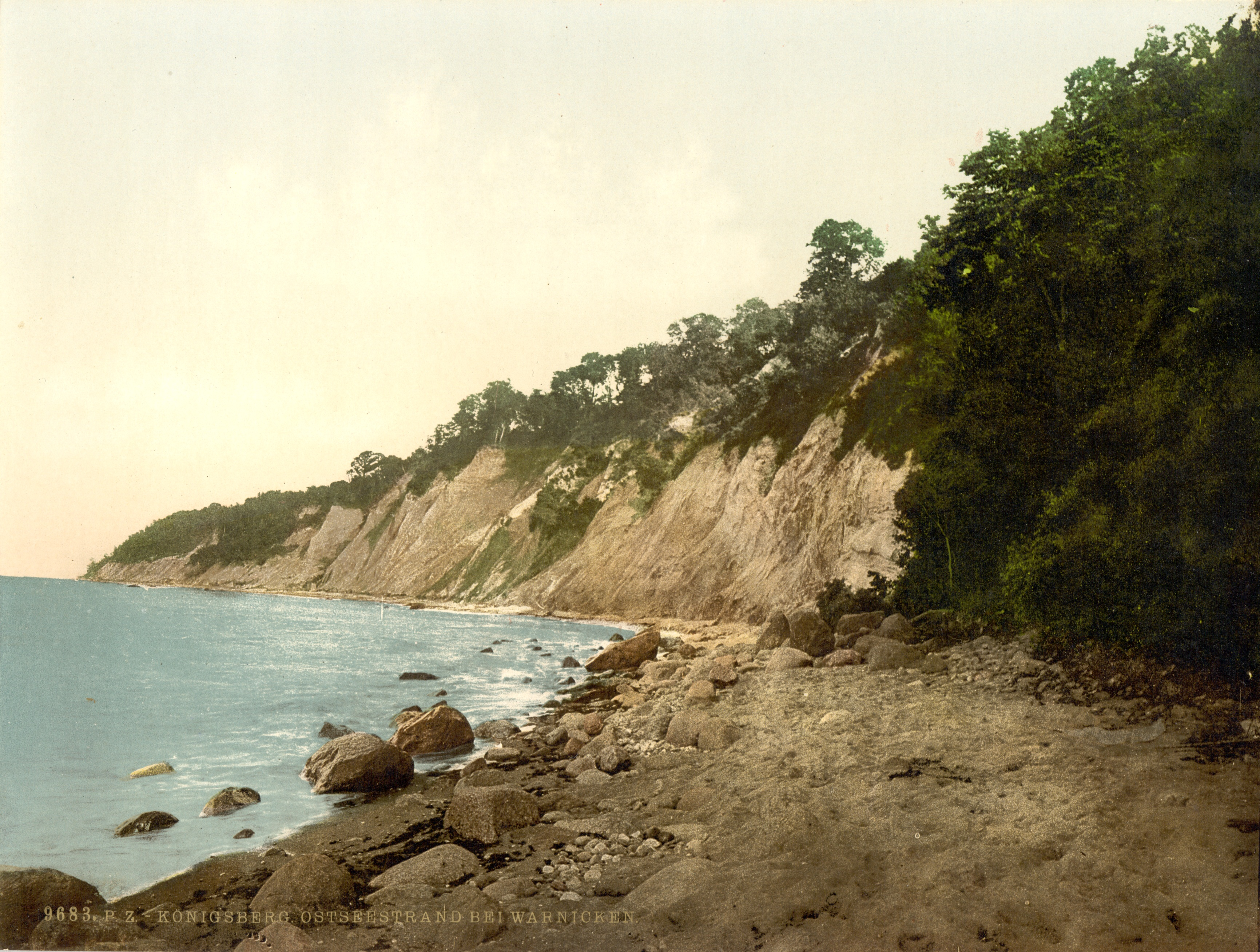
Die Steilküste bei Warnicken um 1900

Der von 1874 bis 1930 bestehende Amtsbezirk umfasste drei Gutsbezirke:
| Name                      | Russischer Name | Bemerkungen                                                                |
| ------------------------- | --------------- | -------------------------------------------------------------------------- |
| Georgenswalde             | Otradnoje       |                                                                            |
| Grünwalde                 |                 | 1909 in die Landgemeinde Woydiethen (Amtsbezirk Kirschappen) eingegliedert |
| Warnicken (Gut und Forst) | Lesnoje         | 1928 in den Gutsbezirk Georgenswalde eingegliedert                         |

Der 1930 in „Georgenswalde“ umbenannte Amtsbezirk bestand lediglich noch aus dem Gutsbezirk Georgenswalde.

## Kirche
Die meistenteils evangelische Bevölkerung Warnickens gehörte vor 1945 zum Kirchspiel der Pfarrkirche in Sankt Lorenz (heute russisch: Salskoje), das im Kirchenkreis Fischhausen (Primorsk) innerhalb der Kirchenprovinz Ostpreußen der Kirche der Altpreußischen Union lag. Als 1929 die Stadt Rauschen als Kirchengemeinde (unter dem Dachverband von Sankt Lorenz) verselbständigt wurde, gehörte Warnicken zu deren Einzugsgebiet.
Heute ist Lesnoje dem weitflächigen in den 1990er Jahren neu entstandenen evangelisch-lutherischen Kirchenbezirk der Auferstehungskirche in Kaliningrad zugeordnet. Sie ist die Hauptkirche der Propstei Kaliningrad der Evangelisch-lutherischen Kirche Europäisches Russland.

## Persönlichkeiten des Ortes

### Mit dem Ort verbunden
- Adolf Boetticher (1842–1901), deutscher Architekt und Denkmalpfleger, verstarb am 9. Juni 1901 in Warnicken
- Ernst Schaumann (1890–1955), deutscher Maler, lebte nach dem Ersten Weltkrieg als freier Künstler in Warnicken